# جدس
جدس، روستایی از توابع بخش مرکزی شهرستان کازرون در استان فارس ایران است.
شغل اکثر مردم این روستا کشاورزی است که در این چند سال اخیر به دلیل خشک‌سالی باغ‌ها و چشمه معروف آن خشک شده‌است. به دلیل کمبود امکانات از جمله مدرسه و ... در سال‌های اخیر مهاجرت از این روستا به شدت افزایش یافته‌است.

## جمعیت
این روستا در دهستان دریس قرار دارد و بر اساس سرشماری مرکز آمار ایران در سال ۱۳۸۵، جمعیت آن ۳۶۷ نفر (۸۰خانوار) بوده‌است.